# Gephi
O Gephi é um pacote de software de código aberto e gratuito para visualização, análise e manipulação de redes e grafos. Ele foi escrito na linguagem Java e na plataforma NetBeans e é disponibilizado para os sistemas operacionais Windows, Linux e MacOS. Esta ferramenta possibilita aplicar conceitos de Teoria dos Grafos e Ciência das Redes.

## Contextualização
A visualização de redes se tornou cada vez mais importante para entendermos dados de nosso mundo, que está cada vez mais conectado. Redes sociais, redes de informações, redes de transporte e uma série de outros conjuntos de dados podem ser estudados através do mapeamento de grafos. Esta abordagem era realizada apenas por aqueles que entendiam os complexos fundamentos matemáticos da teoria dos grafos, ou por aqueles que eram codificadores excepcionais a ponto de poder criar suas próprias implementações e visualizações de estruturas de grafos. Nos últimos anos, com a popularização de conjuntos de dados de mídia social, várias ferramentas proprietárias ou de código aberto se apareceram para atender à necessidade de criar e exibir redes. O Gephi é uma das principais e mais populares ferramentas de análise e visualização de redes. Ele fornece um conjunto de ferramentas que matematicamente projetam e manipulam redes/grafos. Também permite realizar análises exploratórias de dados, onde os usuários aprendem mais sobre uma determinada rede.

## História
O projeto Gephi nasceu em 2006 com um protótipo chamado Graphiltre, em um programa de pesquisa em sociologia. O criador do Graphiltre estava analisando muitos gráficos e não estava satisfeito com as ferramentas gratuitas existentes. Ele não tinha dinheiro para adquirir ferramentas pagas e resolveu construir a sua própria. O Graphiltre foi a primeira instância desta ferramenta, que anos depois seria conhecida como Gephi.

## Livros
A seguir encontram-se livros escritos por Ken Cherven que abordam o estudo do Gephi.

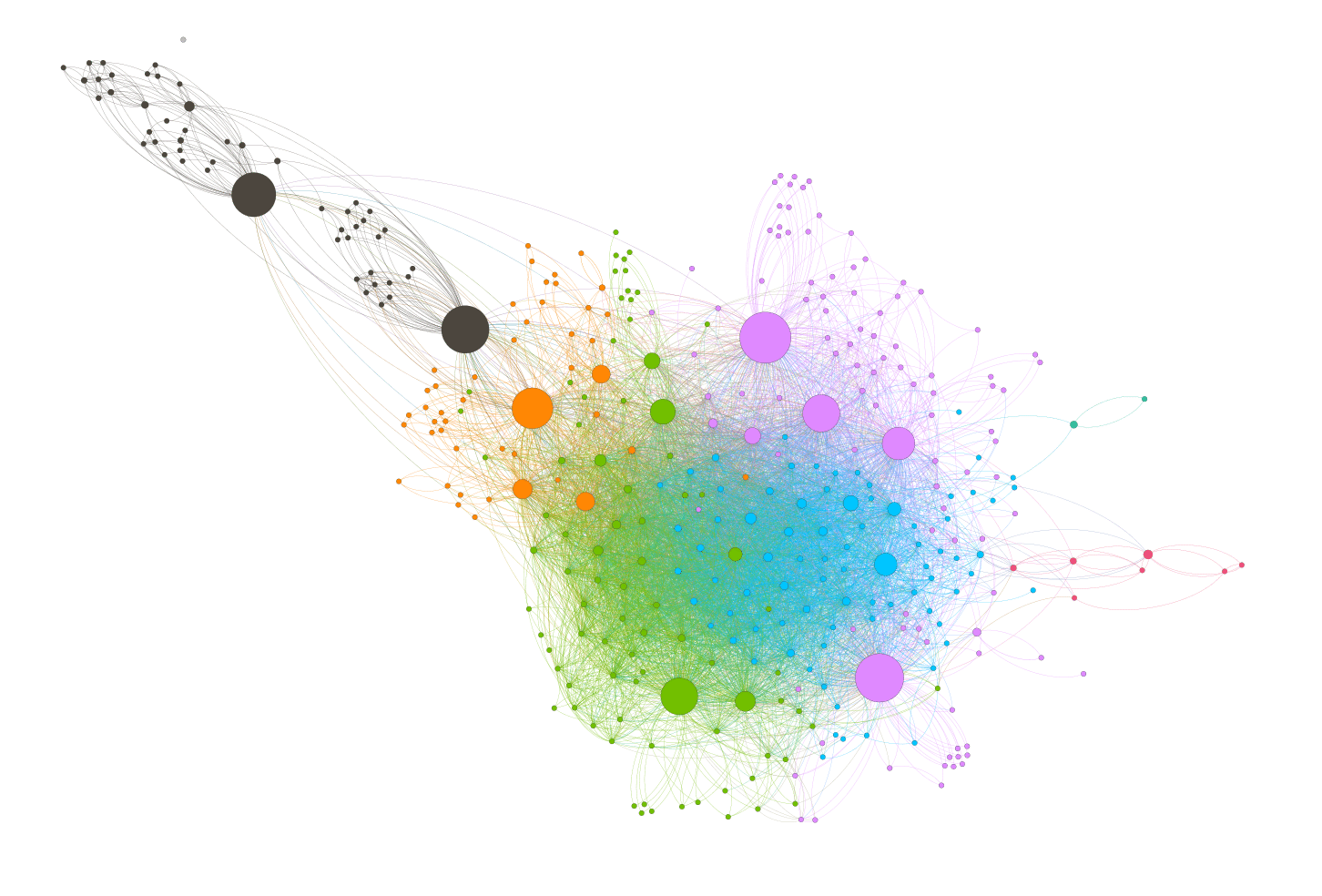
Grafo construído no Gephi

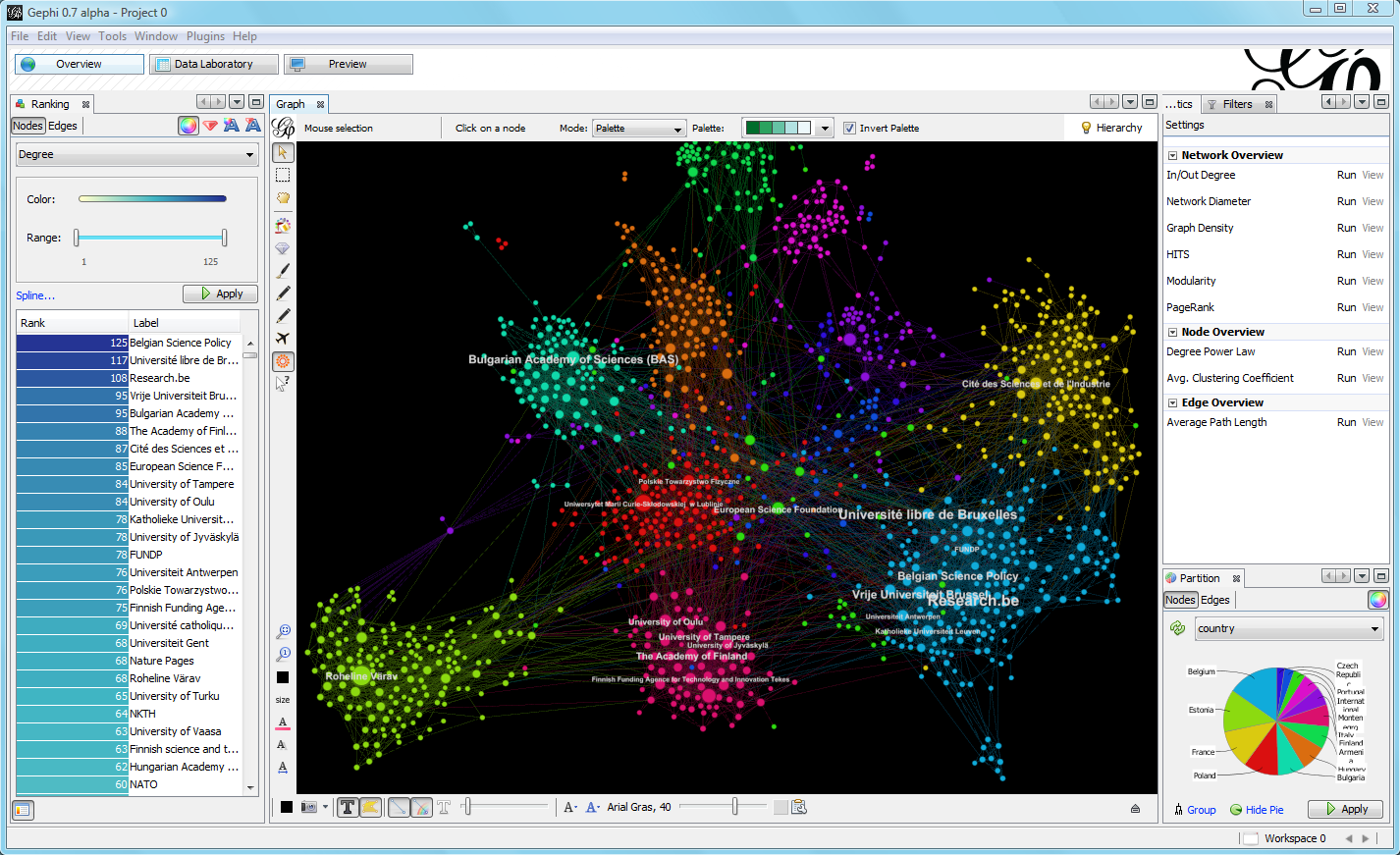
Interface do Gephi

1. Network Graph Analysis and Visualization with Gephi
2. Mastering Gephi Network Visualization

Network Graph Analysis and Visualization with Gephi foi publicado em 2013 e explora o Gephi, além de apresentar conteúdos, técnicas, plugins e outros aspectos da ferramenta. O livro é extremamente útil para entender melhor sobre como usar o Gephi, da perspectiva de um novo usuário. Talvez o mais importante seja que o autor fornece ao leitor conhecimentos específicos sobre como criar redes diferentes e algumas das estatísticas por trás delas. Embora existam módulos de aprendizado disponíveis no site da Gephi e em outros locais, a vantagem do trabalho de Ken Cherven é que ele fornece explicações mais profundas das operações da Gephi. O livro pode não ser para usuários avançados, mas para novos usuários ou possivelmente usuários experientes, que estão um pouco perplexos com as operações do Gephi, este é um guia útil e preciso.
O livro Mastering Gephi Network Visualization foi o segundo livro sobre Gephi de Ken Cherven, publicado no ano de 2015. Ele explica várias dicas e truques para tirar proveito do Gephi. Deve-se notar que, para a amioria das pessoas, o Gephi não é tão fácil de usar e é definitivamente necessário ter uma boa fonte de busca/auxílio, como este livro. A obra também possibilita que o leitor entenda as muitas complexidades da visualização de redes, que tipo de layout usar e até ajuda a entender o que são as estatísticas das redes/grafos.

## GEXF
O GEXF (Graph Exchange XML Format) é um formato de arquivo desenvolvido em 2007 por outros desenvolvedores do projeto Gephi, com extensão .gexf, que envolve estruturas, arestas e todos os atributos de uma rede. Este formato permite a criação de estruturas, o que é importante na representação de redes. O formato permite que sejam guardados textos simples e esta extensão é usada para descrever os arquivos que contêm dados de redes e visualizações.

## Tutoriais
A seguir encontram-se vários links externos de tutoriais populares entre a comunidade do Gephi. Estes links foram disponibilizados no site oficial do Gephi.
1. Tutoriais para iniciantes
  - Guia rápido - Como iniciar no Gephi
  - Visualização de redes
  - Descrição da interface do usuário
  - Como importar dados de planilhas (Excel)
  - Layouts no Gephi
2. Tutoriais mais avançados
  - Análise de rede do Facebook
  - Analise graficamente sua rede do Facebook (em francês)
  - Análise de rede de texto

## Informações técnicas
Plataforma: NetBeans;
Versão estável: 0.9.2;
Data da primeira versão: 31 de julho de 2008;
Data de lançamento: 13 de julho de 2010;
Tecnologias de desenvolvimento: Java, OpenGL.
O Gephi suporta até 11 formatos de arquivos para importação de dados para o projeto. A seguir encontra-se uma lista desses formatos:
- CSV
- DL Ucinet
- DOT Graphviz
- GDF
- GEXF
- GML
- GraphML
- NET Pajek
- TLP Tulip
- VNA Netdraw
- Spreadsheeta
Na tabela 1 é feita uma comparação entre os formatos de importação suportados pelo Gephi com algumas informações selecionadas.[2]

|                                      | CSV | DL Ucinet | DOT Graphviz | GDF | GEXF | GML | GraphML | NET Pajek | TLP Tulip | VNA Netdraw | Spreadsheet |
| ------------------------------------ | --- | --------- | ------------ | --- | ---- | --- | ------- | --------- | --------- | ----------- | ----------- |
| Lista de Arestas/Estrutura de Matriz | X   | X         |              |     |      |     |         | X         |           |             |             |
| Estrutura XML                        |     |           |              |     | X    |     | X       |           |           |             |             |
| Peso das Arestas                     | X   | X         | X            | X   | X    | X   | X       | X         |           | X           | X           |
| Atributos                            |     | X         |              | X   | X    | X   | X       |           |           | X           | X           |
| Atributos de Visualização            |     |           | X            | X   | X    | X   | X       | X         |           |             |             |
| Valor Padrão do Atributo             |     |           |              | X   | X    |     | X       |           |           |             |             |
| Grafos Hierárquicos                  |     |           |              |     | X    |     | X       |           |           |             |             |
| Dinâmicos                            |     |           |              |     | X    |     |         |           |           |             | X           |

## Licenças
A Licença de Desenvolvimento e Distribuição Comum (em inglês: Common Development and Distribution License) e a Licença Pública Geral GNU (em inglês: GNU General Public License) são licenças de software livre em que os projetos do Gephi são publicados, com duplo licenciamento. É através da GNU que é garantida aos usuários finais a liberdade de executar, estudar, compartilhar e modificar o software.